# طابلينو
طابلينو أو الفويهات البحرية حي من أحياء بنغازي ويقع في الجنوب الغربي لمدينة بنغازي ، تكثر في المنازل الفاخرة الحديثة، ويكثر فيها الشجر العالي ويتمتع الحي بالشوارع الواسعة، يحد الحي من الغرب حي جليانة الملاصق لوسط البلاد (المدينة القديمة)، ومن الجنوب ضاحية قاريونس حيث جامعة قاريونس (جامعة بنغازي) ، ومن الشرق ضواحي تفصل عنها بطرق سريعة مثل الفويهات والكيش.

## أصل التسمية
يعتقد أن أصل تسمية حي طابلينو بهذا الاسم، هو تركيب لفظي من اسمين هما: «طابو ولينو» والطابو من اللغة العثمانية بمعنى وثيقة ملكية للأرض، ولينو هو اسم شخص كان يسكن في هذا الحي قديماً قبل توسعه.